# Kingu
Kingu je bio babilonski bog, koji je ubijen, te je njegova krv umiješana u glinu iz koje su se izdigli ljudi. 

## Život i smrt
Kingu je bio sin Apsua i Tiamat, bogova voda. Njegov je brat Lahmu, a sestra Lahamu. Lahmu i Lahamu su dobili Anšara i Kišar; Anšar i Kišar Anua i Ki; Anu i Ki Anuake - rasu velikih bogova, među kojima su najvažniji Enki i Enlil.
Enki je ubio Apsua. Tiamat se tad udala za svog sina Kingua, te mu je dala tri Pločice sudbine. Htjela je da on bude vladar bogova. Nju je ubio Marduk, Enkijev sin, koji je uništio sva njezina nakazna bića koja je stvorila, a kojima je Kingu zapovijedao. Marduk je ubio i Kingua, kako bi ga spriječio da ovlada svemirom. Uzeo mu je Pločice i zavladao svijetom, te je sagradio Babilon.
Enki je uzeo krv Kingua, te ju je dodao glinenoj smjesi, koju je Nintu, božica stvoriteljica ljudi, stavila u posude, sve uredivši za rođenje ljudi.  

## Pseudoznanost
Zecharia Sitchin je predložio ideju po kojoj je babilonska mitologija objašnjenje davnih događaja među svemirskim tijelima i posjeta izvanzemaljaca. Prema njemu, Kingu je u sumerskoj astrologiji naš Mjesec, koji je stvoren kad je hipotetski planet Nibiru udario u planet Tiamat, te se raspolovio; jedna se polovica još više raspala i tako oblikovala asteroidni pojas, a druga polovica je oblikovala Zemlju. Po babilonskoj je mitologiji Mjesec nastao iz jetara Kinguove majke Tiamat.